# Velox
Velox Music BBS var et populært Bulletin Board System (BBS), der indeholdt 100% Amiga-baseret musik. 
Al musik kunne hentes gratis, og blev sorteret efter genre og kunstner. Et panel gav tilmed også de forskellige kunstneres musikstykker en karakter på 13-skalaen, hvilket gav de besøgende en chance for at bedømme, hvorvidt de ville bruge de ca. 40 minutter, det tog at hente et stykke musik med datidens modem-hastigheder.
Hele systemet kørte på en Philips 8086 PC med 20 MB harddisk, og brugte bl.a. softwaren "Yammed" til at koble sig på FidoNet, som node på 234-netværket.
Velox Music BBS startede i 1989 og ophørte med at fungere i 1993.
1. ↑  The Mod Archive v4.0b - A distinctive collection of modules - morbid fazermint.2 - morbid_fazermint_2.mod (MOD)
2. ↑  The Mod Archive v4.0b - A distinctive collection of modules - snap-x - snap-x.mod (MOD)